# Kotulskite
La kotulskite est un minéral de la classe des sulfures, qui appartient au groupe de la nickéline. Il a été nommé en l'honneur de Vladimir Klementevich Kotul'skii (Владимир Климентьевич Котульский) (9 juillet 1879 - 24 février 1951), géologue de l'Institut des Mines de Saint-Petersbourg, Russie. Il était un expert des gisements de cuivre et de nickel.

## Caractéristiques
La kotulskite est un tellurure de bismuth et de palladium de formule chimique Pd(Te,Bi). Elle cristallise dans le système hexagonal. Sa dureté sur l'échelle de Mohs est comprise entre 4 et 4,5.

## Classification
Selon la classification de Nickel-Strunz, la kotulskite appartient à "02.C - Sulfures métalliques, M:S = 1:1 (et similaires), avec Ni, Fe, Co, PGE, etc." avec les minéraux suivants : achavalite, breithauptite, fréboldite, langisite, nickéline, sederholmite, sobolevskite, stumpflite, sudburyite, jaipurite, zlatogorite, pyrrhotite, smithite, troïlite, chérépanovite, modderite, ruthénarsénite, westerveldite, millérite, mäkinenite, mackinawite, hexatestibiopanickélite, vavřínite, braggite, coopérite et vysotskite.

## Formation et gisements
Elle a été découverte dans le gisement de cuivre et de nickel de Monchegorsk, dans la Toundra Monche, dans l'oblast de Mourmansk (District fédéral du Nord-Ouest, Russie). Bien qu'il ne s'agisse pas d'une espèce très commune, elle a été décrite sur tous les continents de la planète, à l'exception de l'Antarctique et de Océanie.